# موجومبار
موجومبار هي قرية في مقاطعة شبستر، إيران. عدد سكان هذه القرية هو 391 في سنة 2006.